# Bády Izidor János
Bády Izidor János (Szentgyörgymező, 1820. december 27. – Csanak, 1885. január 19.) Benedek-rendi tanár.

## Élete
Középiskoláinak végeztével 1839. szeptember 15-én a szent Benedek-rendiek közé lépett; teológiai tanulmányainak végeztével 1846. július 20-án áldozópappá szentelték. Ezen időtől fogva tanárkodott 1857-ig Pápán, 1857–1858 között Győrött, 1858–1860-ig a tihanyi apátságban. 1860–1863 közt a szentmártoni plébánia adminisztrátora volt; ezután ugyanezen minőségben Csanakra helyezték át.

## Munkái
- Alkalmi beszéd, midőn Écsy László születésének 50-dik, felügyelőségének 25. évét a füred-savanyú viz kath. egyháznak hálaáldozatúl ajándékozott haranggal szentelné, Veszprém, 1859